# Trunk Reef
Trunk Reef är ett rev på Stora Barriärrevet i Australien.   Det ligger 75 km nordost om Ingham i delstaten Queensland. 